# Reșița
Reșița (Duits: Reschitz, Hongaars: Resicabánya, Servisch: Rešica/Решица) is de hoofdstad van het district Caraș-Severin, in het westen van Roemenië.
De stad ligt aan de rivier de Bârzavei, een zijrivier van de Timiș.
De naam Reșița komt van het Slavische "Rechitza", dat van reka (rivier) komt en letterlijk riviertje betekent.
Reșița is een belangrijk centrum van de ijzer- en staalindustrie. De stad produceert sinds het eind van de 19de eeuw locomotieven en heeft een spoorwegmuseum.

## Geschiedenis
In de 14e eeuw lag in de omgeving van de huidige stad de Hongaarse burcht Borzafő die in de 15e eeuw werd ingenomen door Roemenen. Tussen 1429 en 1435 werd de burcht door de Duitse Ridderorde bezet. Uit opgravingen is gebleken dat er sprake was van een kerk uit de 14-16e eeuw. In 1717, toen de Ottomaanse bezetting was afgelopen, stonden er in het toenmalige Román-Resica 62 huizen. Tussen 1718 en 1723 werd begonnen met de winning van koper en Metallurgie' door mijnwerkers en ingenieurs uit Tirol en Opper-Hongarije. In de oorlog met de Ottomanen in 1738 werden deze industrie vernietigd. 
In 1757 settelden 20 families zich in het plaatsje Román-Resica en werd weer gestart met de mijnbouw en verwerking van de gewonnen koper, in 1769 werd Duits-Resica gesticht door mijnbouwers uit Salzkammergut aangevuld door circa 175 Roemeense arbeiders uit de omgeving en gevolgd door nog eens 70 uit Oostenrijk afkomstige families. De eerste twee ijzersmelterijen werden in 1771 in werking gesteld, er werd een 3,5 km lang kanaal gegraven om het water van de rivier de Berzava naar de plaats te leiden (de Schmelzgraben). In de nieuwe mijnplaats werd een Rooms Katholieke kerk en school gesticht. In 1779 woonden er 490 personen. In 1783 kreeg de plaats het recht op het houden van twee jaarmarkten per jaar.
Van 1783 tot 1798 kwamen er veel Roemenen uit Oltenië naar Resica, in 1818 werd er dan ook een Roemeens-Orthodoxe kerk gebouwd, gevolgd door de bouw van een Grieks-Katholieke kerk in 1839. In 1846 en 1847 werden er 200 Slowaakse families naar de plaats overgebracht. In het revolutiejaar 1848 werd er flink gevochten in en om de plaats. In 1851 werden de mijnen en ovens weer hersteld en begon de productie van spoorrails en werden er 100 families uit Tsjechië verwelkomd om te gaan werken in de mijnbouw- ijzer- wapen- en spoorwegindustrie. Het gebied rond de plaats was het hart van de industriële mijnstreek Bánság. In 1858 kreeg de plaats een burgerlijk bestuur.
In 1869 werd de krant Die Berzava opgericht, een Duitstalig weekblad dat tot 1904 verscheen. In 1870 werd een fabriek voor stalen spoorbruggen gestart naast de productie van spoorrails. De stad was toen al langere tijd het productiecentrum van de Oostenrijks-Hongaarse Staatsspoorwegen. Onder andere werd hier de rails geproduceerd voor de spoorlijn tussen Turnu-Severin en Boekarest. In 1872 rolde de eerste in Hongarije geproduceerde stoomlocomotief uit de fabriek. In 1875 kwamen er weer 72 Tsjechische families over naar de stad. In 1898 werd de Evangelisch-Gereformeerde kerk gebouwd. In 1886 werd de school voor Metallurgie geopend die in 1894 Hongaarstalig werd. In 1886 werd de Resiczaer Zeitung opgericht die onafgebroken tot 1940 zou verschijnen. Tussen 1899 en 1918 verscheen ook het Hongaarstalige weekblad Resicai Lapok. In 1907 werd er in de stad een fabriek voor gewapend beton gesticht.
Tijdens de Eerste Wereldoorlog draaide de wapenindustrie in de stad op volle toeren totdat in november 1918 het Servische leger de stad innam. Deze soldaten werden in januari 1919 vervangen door Franse troepen. Op 3 juni 1919 nam het Roemeense leger de stad in en werd de plaats voorgoed onderdeel van Roemenië na een lange geschiedenis binnen de grenzen van Hongarije, het Ottomaanse Rijk en de Oostenrijks-Hongaarse monarchie.
Tussen de twee wereldoorlogen werd de stad verder ontwikkeld onder Roemeens bestuur. Er werden in totaal 557 stoomlocomotieven gebouwd in die jaren. Verder werd de stad het centrum van de Roemeense vakbeweging. Tijdens de Tweede Wereldoorlog werd de stad weer groot producent van wapens voor het Duitse leger. In 1945 werd de gehele Duitse bevolking van de stad afgevoerd door het Sovjet-leger en kwam er voorgoed een eind aan Resica als Duitstalige stad.
Onder het communisme stonden de fabrieken in de stad allemaal onder direct bestuur van de Russen. In deze periode werd het stadsbeeld vrijwel volledig verandert, het historische centrum verdween vrijwel geheel onder de bulldozers en in de jaren '70 en '80 werd een nieuw stadscentrum gebouwd. De bevolking explodeerde in die jaren en groeide tot 80.000 inwoners. Bewoners die allen woonruimte kregen in de grote nieuwe wijken met flats.

## Demografie
De plaats was vanaf het einde van de 19e eeuw een tweelingdorp, er was sprake van Reșița Română en Deutsch-Reschitza. De Duitse en Roemeense delen hielden elkaar in balans, hoewel het Duitse deel wel wat groter werd. Na de Tweede Wereldoorlog begint de afname van de Duitse bevolking. Onder het communisme wordt de stad een groot industrieel centrum dat Roemeense arbeiders uit alle delen van het land naar de stad trekt. Het aantal Roemenen explodeert, ook groeit de Hongaarse gemeenschap in die jaren terwijl de Duitse bevolking tot het einde van de jaren 80 daalt richting de 5000. Na de omwentelingen vertrekken veel duitse inwoners naar West-Duitsland.

## Bevolking
- 1977: 84.786
- 1992: 96.918
- 2002: 84.026
- 2004: 83.985
- 2011: 73.282

## Ligging
Reșița ligt 511 km ver van de Roemeense hoofdstad Boekarest en 430 km ver van de Hongaarse hoofdstad Boedapest. De stad ligt ongeveer in het midden van het Roemeense gedeelte van de regio Banaat.
De dichtstbijzijnde vliegveld bevindt zich bij Timișoara, op 123 km afstand.
De belangrijkste wegen die door Reșița gaan zijn de nationale wegen 58 en 58B

## Geschiedenis
Reșița is gesticht in Oostenrijk-Hongarije in de 18e eeuw en is altijd een belangrijke industriestad geweest.

## Geboren in Reșița
- Alex Curescu (1978), handbalcoach
- Cristian Chivu (1980), voetballer
- Cosmin Moți (1984), voetballer
- Daniel Crista (1991), baan- en wegwielrenner

Alba Iulia · Alexandria · Arad · Bacău · Baia Mare · Bârlad · Bistrița · Botoșani · Brașov · Brăila · Bucureşti (Boekarest) · Buzău · Călărași · Cluj-Napoca · Constanța · Craiova · Deva · Drobeta-Turnu Severin · Focșani · Galați · Giurgiu · Hunedoara · Iași · Mediaș · Oradea · Piatra Neamț · Pitești · Ploiești · Râmnicu Vâlcea · Reșița · Roman · Satu Mare · Sfântu Gheorghe · Sibiu · Slatina · Slobozia · Suceava · Târgoviște · Târgu Jiu · Târgu Mureș · Timișoara · Tulcea · Turda · Vaslui · Zalău